# Evaldo dos Santos Fabiano
Evaldo dos Santos Fabiano, (Rio Piracicaba, 18 de março de 1982) é um ex-futebolista brasileiro que atuava como lateral-esquerdo.

## Carreira
Chegou ao futebol português na época 2003/2004, oriundo do Clube Atlético Paranaense, para defender as cores do FC Porto. Em junho de 2008 assinou um contrato válido por 4 épocas pelo Sporting Clube de Braga.
A 16 de junho de 2010, Evaldo dá o mais importante passo na sua carreira, transferindo-se para o Sporting CP (contratado por 4 anos). A transferência realiza-se por cerca de 3 milhões de euros.
Na época de 2012/2013, joga pelo Deportivo de La Coruña, emprestado pelo Sporting CP. Foi escolhido pela torcida deportivista como o melhor jogador do ano. Mais tarde já sem clube assinou pelo Gil Vicente. No Verão de 2015 transferiu-se para o Moreirense FC por cerca de 50mil euros, tendo assinado por 1 ano

## Títulos
Atlético Paranaense
- Campeonato Paranaense: 2001
- Supercampeonato Paranaense: 2002

Porto
- Campeonato Português: 2003−04[3]
- Supertaça de Portugal: 2003−04

Marítimo
- Taça da Madeira: 2006−07